# Паркс, Грег
Грегори Рой Паркс (англ. Gregory Roy Parks; 25 марта 1967, Эдмонтон, провинция Альберта, Канада — 16 июня 2015, там же) — канадский хоккеист, серебряный призёр зимних Олимпийских игр в Лиллехаммере (1994).

## Спортивная карьера
Начал свою карьеру хоккеиста выступлениями за клуб Alberta Saints (1983—1985), который был представлен в Юниорской хоккейной лиге провинции Альберта. В сезоне 1984/85 был признан самым ценным игроком лиги.
С 1985 по 1989 гг. учился в государственном университете Боулинг Грин, играл за хоккейную команду данного высшего учебного заведения в Центральной Университетской Хоккейной Ассоциации, чемпионом которой он становился в 1987 г. Сезон 1989/90 начал в финском клубе «Кярпят» (Оулу), а завершил в американском «Джонстон Шефс» из Хоккейной лиги Восточного побережья и «Спрингфилд Индианс», в составе которых выиграл Кубок Колдера.
В августе 1990 г. подписал контракт в качестве свободного агента с «Нью-Йорк Айлендерс», однако ни разу не попал в основной состав. В течение трех сезонов он провел за «Айлендерс» в Национальной хоккейной лиге в общей сложности всего 25 игр. В течение первых двух сезонов он параллельно выступал за их фарм-клуб Capital District Islanders из Американской хоккейной лиги.
С 1992 по 1994 гг. играл в преимущественно за шведский «Лександа», сезон 1994/95 провел в составе клуба «Крефельд Пингвин» из Немецкой хоккейной лиги, сыграл
одиннадцать матчей, в которых забил два гола и сделал семь результативных передач. В сезоне 1995/96 защищал цвета шведского «Брюнеса» из города Евле, а с 1996 по 1999 гг. представлял швейцарский «Лангнау», с которыми вышел в Национальную лигу А. В 1999—2000 гг. вернулся в состав шведского «Лександа», а сезон 2001/02 провел в швейцарском «Фрибур-Готтероне», затем перешёл в «Бьёрклёвен» из второй шведской лиги, с которым вышел в основную лигу. Завершил карьеру в японском хоккейном клубе «Одзи Иглз» (2002—2004). в составе которого дебютировал в матчах Азиатской хоккейной лиги в сезоне 2003/04.
С 2010 по 2012 гг. являлся главным тренером и генеральным менеджером клуба St. Albert Steel, выступавшего в Юниорской хоккейной Лиге провинции Альберта. В сезоне 2012/13 был генеральным менеджером и директором по хоккейным операциям в клубе Whitecourt Wolverines той же лиги.
На зимних Олимапийских играх в Лиллехаммере (1994)  в составе национальной сборной Канады стал обладателем серебряной медали.

## Спортивный достижения
- 1985 г. — самый ценный игрок Юниорской хоккейной лиги провинции Альберта
- 1987 г. — чемпион Центральной Университетской Хоккейной Ассоциации
- 1989 г. — член команды «всех звезд» Центральной Университетской Хоккейной Ассоциации
- 1989 г. — член команды «всех звезд» Национальной ассоциации студенческого спорта,
- 1990 г. — обладатель кубка Колдера,
- 1998 г. — чемпион Национальной лиги В первенства Швейцарии.